# نيك أوفرمان
نيك أوفرمان (بالإنجليزية: Nick Offerman)‏ مواليد 26 يونيو 1970 في إلينوي، الولايات المتحدة، هو ممثل أمريكي بدأ مسيرته الفنية عام 1997.

## الأعمال

### أفلام
- 22 جمب ستريت (2014)
- فندق ترانسلفانيا 2 (2015)
- الساعات الصغيرة (2017)
- حرب أهلية (2024)

## وصلات خارجية
- نيك أوفرمان على موقع IMDb (الإنجليزية)
- نيك أوفرمان على موقع روتن توميتوز (الإنجليزية)
- نيك أوفرمان على موقع ألو سيني (الفرنسية)
- نيك أوفرمان على موقع ميوزك برينز (الإنجليزية)
- نيك أوفرمان على موقع تيرنر كلاسيك موفيز (الإنجليزية)
- نيك أوفرمان على موقع أول موفي (الإنجليزية)
- نيك أوفرمان على موقع قاعدة بيانات الأفلام السويدية (السويدية)
- نيك أوفرمان على موقع إن إن دي بي (الإنجليزية)
- نيك أوفرمان على موقع ديسكوغز (الإنجليزية)
- نيك أوفرمان على موقع قاعدة بيانات الفيلم (الإنجليزية)

- الموقع الإلكتروني